# Blattschnitt (Heraldik)
Der Blattschnitt gehört als Heroldsbild in der Heraldik zu den Wappenschnitten. Er lässt im Wappenschild oder im Feld die Teilungslinie nach jeder Seite in ein Blatt auslaufen. Je nach dem Blatt beiderseits der Schnittlinie wird der Blattschnitt benannt. Üblich sind Lindenblatt- und Kleeblattschnitte.

Kleeblattschnitt
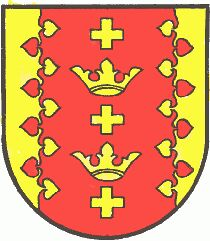
Lindenblattschnitt an beiden Flanken (Limbach bei Neudau)
Lindenblattschnitt
Ahornblattschnitt